# Cremnomys
Cremnomys és un gènere de rosegadors de la família dels múrids. Les dues espècies d'aquest grup són oriündes de l'Índia. Tenen una llargada de cap a gropa d'11–15 cm i la cua de 14–20 cm. Es tracta d'animals nocturns. El seu hàbitat natural són els penya-segats i deserts del centre i sud de l'Índia. El nom genèric Cremnomys significa ‘ratolí de penya-segat’ en llatí.